# Joseph Perl
Joseph Perl, ou Josef Perl, né le 10 novembre 1773 à Ternopil (royaume de Galicie et de Lodomérie, Kronland de l'empire d'Autriche) et mort le 1er octobre 1839 dans la même ville, est un éducateur et écrivain juif ashkénaze, un héritier de la Haskala, les Lumières juives.
Il écrivait en hébreu, en yiddish et en allemand ; en 1819, il publie le premier roman hébreu, מגלה טמירין (Sefer) Megaleh temirin, Les Secrets révelés, est une satire tumultueuse du mouvement hasidique, œuvre qui reste largement oublié. Né et élevé dans la province autrichienne de Galicie peu après son annexion lors du premier partage de la Pologne, il était un adepte du hassidisme dans sa jeunesse. Plus tard, il s'est retourné contre le hassidisme et est devenu un partisan de l'émancipation des Juifs et de la Haskala, bien qu'il soit resté un juif pratiquant. Il est surtout connu pour ses nombreux écrits sur le hassidisme, allant des traités critiques à la parodie.
Son roman, Les Secrets révelés, est son œuvre la plus importante , il y imite le style des Epistolæ Obscurorum Virorum (Lettres des hommes oscurs) de Johannes Reuchlin. En termes de style, il reproduit l'hébreu barbare des hassidim, qui est complètement influencé par la langue familière yiddish, qui devait être si juste et réaliste que l'œuvre a été vue par les hassidim, qui y sont satirisés et massivement critiqués, comme authentique et comme un produit qui leur est propre.